# 운동에너지 폭격
운동에너지 폭격(영어: kinetic bombardment, kinetic orbital strike) 또는 신의 지팡이(영어: Rods from God)는 매우 빠른 속도로 강철 막대기를 지상에 충돌시키면 핵무기 같은 파괴력이 생기는 무기를 말한다.

## 역사
'프로젝트 토르'로 개념만 연구되었고, 실제로 배치되지는 않고 개발계획이 취소되었다.
운석이 지구에 떨어지는 충돌사건과 비슷한 개념이다. 인공적으로 무거운 운석을 우주로 쏘아올렸다가, 마치 운석이 지구에 떨어지는 것처럼, 원하는 목표지점에 정확하게 떨어뜨리면, 괴멸적인 파괴력이 발생해 해당지역을 초토화 시킨다는 개념이다.
2003년 미국 공군 보고서에는, 6.1 m × 0.3 m, 무게 9톤 이상인 텅스텐 실린더를 마하 10의 속도로 지면에 충돌시키면, 대략 TNT 11.5 톤의 파괴력이 생긴다고 보았다. ICBM의 낙하속도는 마하 24 정도 된다.
한국은 신의 지팡이 개념을 적용해 현무-4 미사일을 개발중이다.

## 같이 보기
- 2023년 중국 비행체 사건
- 아웃워드 작전(영어판)
- 후고 풍선폭탄